# Roseograndinia rosea
Roseograndinia rosea är en svampart som först beskrevs av Henn., och fick sitt nu gällande namn av Hjortstam & Ryvarden 2005. Roseograndinia rosea ingår i släktet Roseograndinia och familjen Phanerochaetaceae.   Inga underarter finns listade i Catalogue of Life.